# System (Verslehre)
Als System wird in der antiken Verslehre ursprünglich eine aus mehreren Versen bzw. Kola bestehende Einheit oder Gliederungsebene bezeichnet. Die Teile sind dabei durch Synaphie verbunden, es gibt also einen durchgängigen Rhythmus. 
Wenn keine Gliederung in Kola vorliegt, spricht man auch von Hypermeter.
Durch Responsion gleichartiger Systeme entsteht dann eine Gliederung in Strophen.
Heute bezeichnet der Begriff spezifisch eine solche Folge von Versen oder Kola in Astropha. Systeme dieser Art finden sich in der griechischen Tragödie (dort nur anapästische Systeme) und in der Komödie, wo sich neben den anapästischen auch jambische und trochäische Systeme finden.